# ColiPoste
ColiPoste est l’opérateur de La Poste chargé de la livraison des colis de moins de 30 kg au domicile des particuliers ou à une adresse de leur choix. En France, le temps moyen de livraison est de 48 h selon La Poste, mais peut également être plus élevé en fonction du point de dépôt et du point de livraison.
ColiPoste assure la distribution des diverses formules de Colissimo en France métropolitaine, en outre-mer et dans quinze destinations internationales.
En 2021, deux plateformes logistiques à vocation nationale sont ouvertes à Montereau-sur-le-Jard (Seine-et-Marne) et au Thillay (Val-d'Oise). 
Des agences ColiPoste ouvrent dans chaque département pour faire face à l’augmentation du volume de colis livrés. 

## Les chiffres
- Trafic 2008 : 270 millions de colis
- Effectifs : 6 777 collaborateurs
- Plates-formes Colis : 15
- Agences de livraison : 69
- Centre d’échanges international : 1
- Services Clients : 3